# Romano d’Ezzelino
Romano d'Ezzelino (velenceiül Roman) település Olaszországban, Veneto régióban, Vicenza megyében. Lakosainak száma 14 170 fő (2023. január 1.). Romano d’Ezzelino Bassano del Grappa, Borso del Grappa, Cassola, Mussolente, Pove del Grappa és Solagna községekkel határos.

## Népesség
A település népességének változása:
| Lakosok száma | 14 407 | 14 228 | 14 170 |
|               | 2017   | 2018   | 2023   |